# Manufaktura v Lodži
Manufaktura v Lodži je moderní nákupní, servisní a zábavní centrum, otevřené 17. května 2006 mezi ulicemi Zachodnia, Ogrodowa, Drewnowska a Jana Karskiego, na místě bývalého výrobního komplexu Izraele Poznańskeho. Centrum bylo vyznamenáno celou řadou mezinárodních cen za svoje propojení historie, přírody i současného moderního stylu architektury.

## Zrození Manufaktury
Iniciátorem vzniku Manufaktury byl Cyprian Kosiński, podnikatel lodžského původu žijící ve Švýcarsku, který využil své kontakty a získal od skupiny Rothschild Group kapitál (přibližně 270 milionů EUR) k výstavbě obchodního centra Manufaktura v Lodži. To bylo, po pěti letech projektování a téměř čtyřech letech renovace slavnostně otevřeno 17. května 2006. Rozloha celého centra areálu je 27 ha (včetně 9 ha po modernizaci a 9,5 ha nově vybudované užitkové plochy).

## Poloha Manufaktury
Centrum manufaktury se nachází v areálu bývalé továrny jednoho z největších lodžských výrobců Izraele Poznańského v Lodži. Pozemky koupil Poznański v roce 1871 na západní straně „Noweho Miasta“, podél ul. Ogrodowe. Do konce 19. století zde byl vybudován výrobní komplex o rozloze téměř 30 hektarů, s oddělením oprav a stavby strojů, parní strojovny, plynárny, hasičské zbrojnice, skladů a železniční vlečky, i tovární směnárny, včetně paláce továrníka a obytných budov pro dělníky. Výroba v továrně nebyla založena na moderní dělbě práce, takže ji nelze považovat za manufakturu.

## Charakteristika
Rekonstrukce bývalé továrny byla provedena tak, aby zachovala starou atmosféru tohoto místa. Proto dominují staré tovární budovy z červených neomítnutých cihel, které však byly uvnitř zcela přestavěny. Myšlenkou zapadá do revitalizačních aktivit, populárních ve městech s průmyslovou minulostí – zaměřených na zachování městské atmosféry minulosti s moderním využitím budovy. Celkem jde asi o tucet hal a postprodukčních budov, zahrnutých v roce 1971 do oznámení konzervátora města Lodže – Antoniho Szrama, které byly spolu s přilehlým palácem zařazeny do čtyř nejcennějších průmyslových památek města. Budovy postavené po roce 1930, které neměly historický význam, byly zbořeny.
Vitrínou komplexu je bývalá pětipodlažní přádelna bavlny z červených neomítnutých cihel na ul. Ogrodowa, která byla postavena v letech 1877–1878. Dne 15. června 2009 zde byl otevřen čtyřhvězdičkový hotel s největším konferenčním centrem v Lodži. Hotel patří rakouskému řetězci Vienna International Hotels a byl postaven rakouskou společností Warimpex. Zbývající budovy v Manufaktuře mají podobný vzhled, ale jejich velikost je menší. Jeden ze vstupů do komplexu Manufaktury vede bývalou hlavní tovární branou připomínající vítězný oblouk s restaurovanými litinovými branami a plně funkčními mechanickými hodinami. Tato brána byla postavena v letech 1878–1880 a byla dílem kovářského umění z dílny Karla Krempfa. Zrekonstruovaná vstupní brána – jedna z nejhonosnějších ve střední Evropě – se skládá z 4500 prvků, váží 3,7 tuny, je 7,5 m vysoká a 4,8 m široká. Její rekonstrukce si vyžádala 10 měsíců práce šesti osob. Fragmenty původní brány, druhé hodiny instalované nad bránou a původní cihly z budovy podepsané nápisy IKP (Izrael Kalmanowicz Poznański) nebo IP (Izrael Poznański), vypálené v Poznańského cihelně, jsou nyní v Muzeu továrny. Hlavní nákupní centrum je zcela nová stavba ze skla a oceli, která je nižší než okolní zděné budovy. Architekturu budovy spojující historii a modernu navrhla londýnská společnost Virgile & Stone ve spolupráci s architektonickou kanceláří Lyons – Sud Architectes a navazuje na původní architekturu komplexu továrních budov z roku 1872.
V roce 2011 to bylo druhé největší středisko z hlediska prostoru ve východní Evropě a třetí z hlediska maloobchodních prostor, (hrubá pronajímatelná plocha je 110 000 m²).

## Obchody, objekty, hotel
V centru Manufaktury bylo zrekonstruován v cihlových budovách celkový prostor 90 000 m². Na ploše více než 3 hektary byla vybudována parkoviště pro 3 500 aut a v areálu bylo vysazeno 600 pětiletých stromů. V Manufaktuře je přibližně 260 obchodů (včetně 2 hypermarketů), servisní část zabírá 12 000 m² kancelářských prostor včetně banky. Součástí komplexu je také čtyřhvězdičkový hotel s 200 pokoji.
Kromě obchodů zde existuje celá řada dalších zařízení:
- Centrum zábavy a rekreace (včetně kina s 15 plátny a jednoho kina s trojrozměrným 3D plátnem)
- Umělá lezecká stěna (10,5 m vysoká, 28 stanovišť s lany, přes 50 lezeckých cest různého stupně obtížnosti), bowling, fitness klub a skate park
- Kulturní komplex (pobočka Muzea umění, Kinderplaneta, Muzeum historie města Lodže, Muzeum továrny, Experymentarium – jádro technologického muzea a Mezinárodní centrum pro propagaci módy)
- Komplex cca 60 restaurací a kaváren
- Automobilové centrum

V centru Manufaktury je náměstí o rozloze 3,5 hektaru. Pořádají se zde koncerty, sportovní soutěže a další různé akce. V létě zabírá část plochy písečná pláž a v zimě kluziště. Na úseku 300 m byla postavena nejdelší fontána v Evropě, kterou navrhla španělská společnost GHESA. Její voda je večer osvětlena a působí dojmem, že tančí v rytmu hudby přehrávané z reproduktorů.
Zákazníci se po Manufaktuře přepravují dvěma autobusy, které se pohybují na vzdálenosti asi 300 metrů rychlostí chůze.

## Galerie

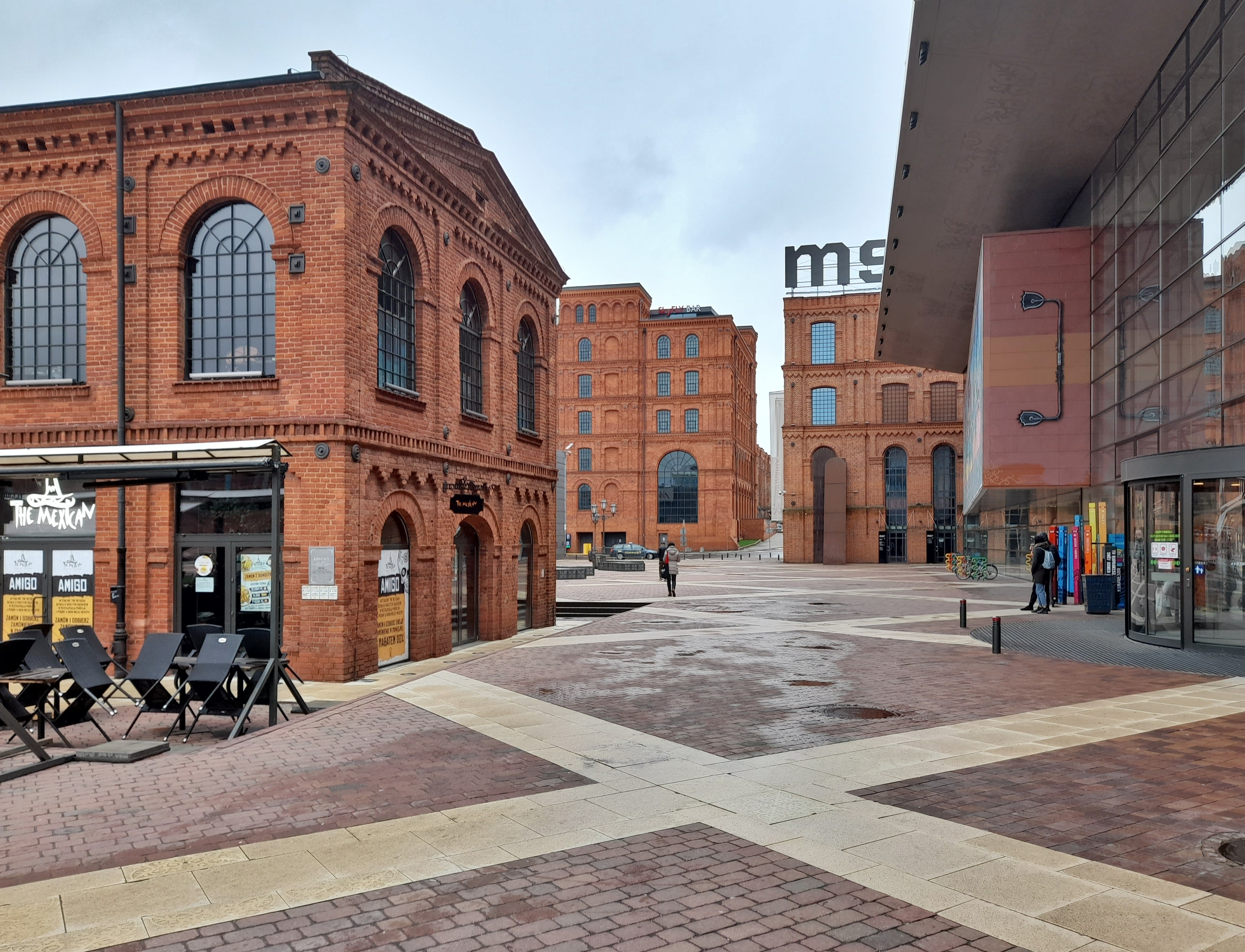
Budovy Manufaktury
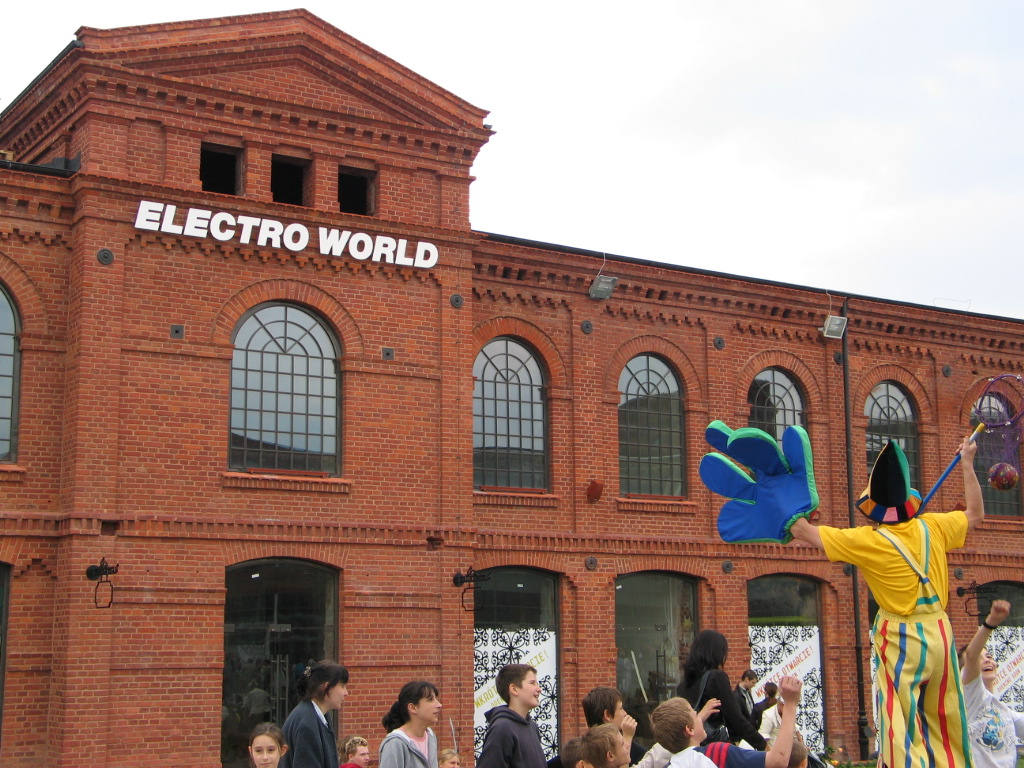
Budovy Manufaktury
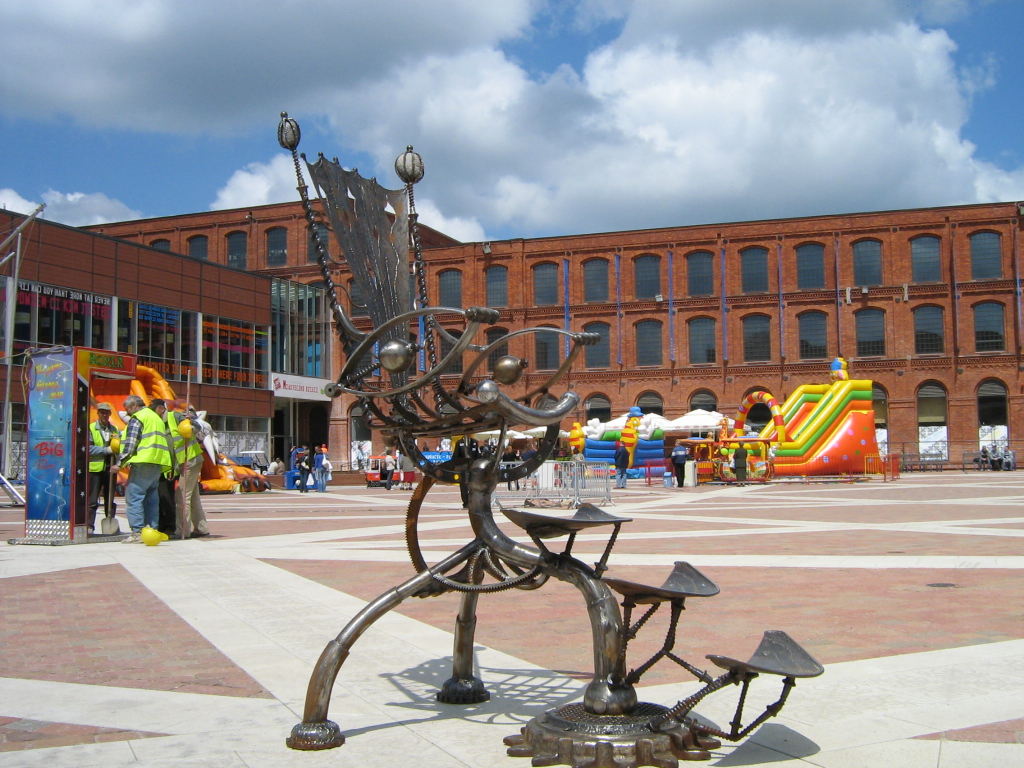
Nádvoří areálu Manufaktury
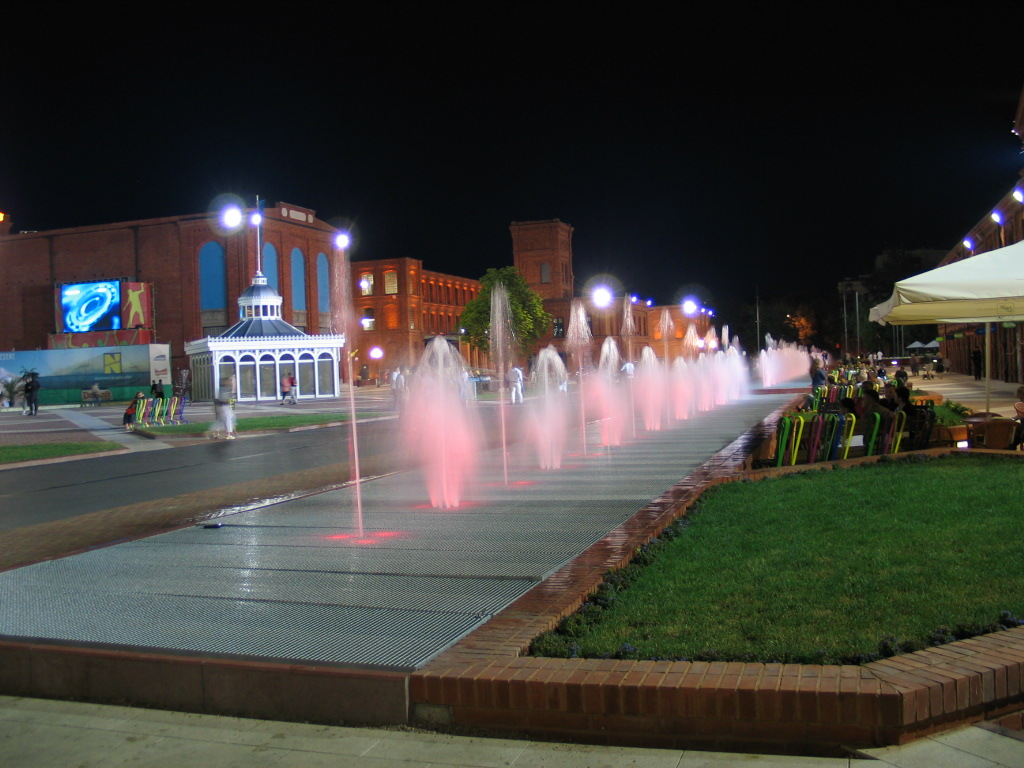
Nádvoří areálu Manufaktury
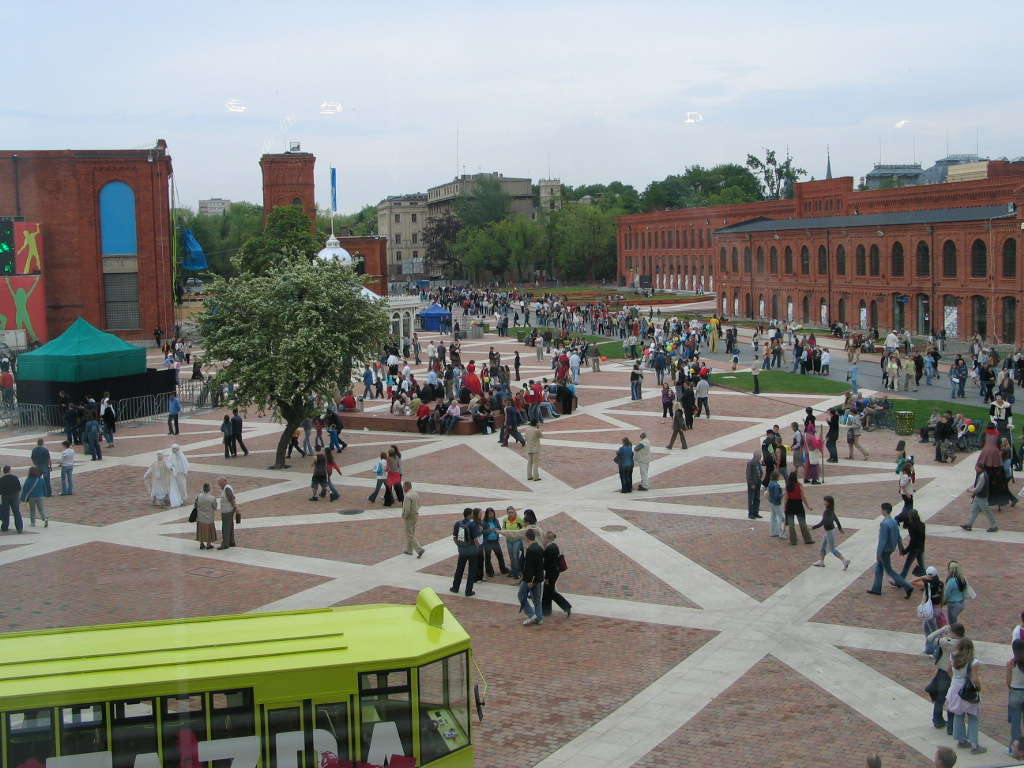
Nádvoří areálu Manufaktury
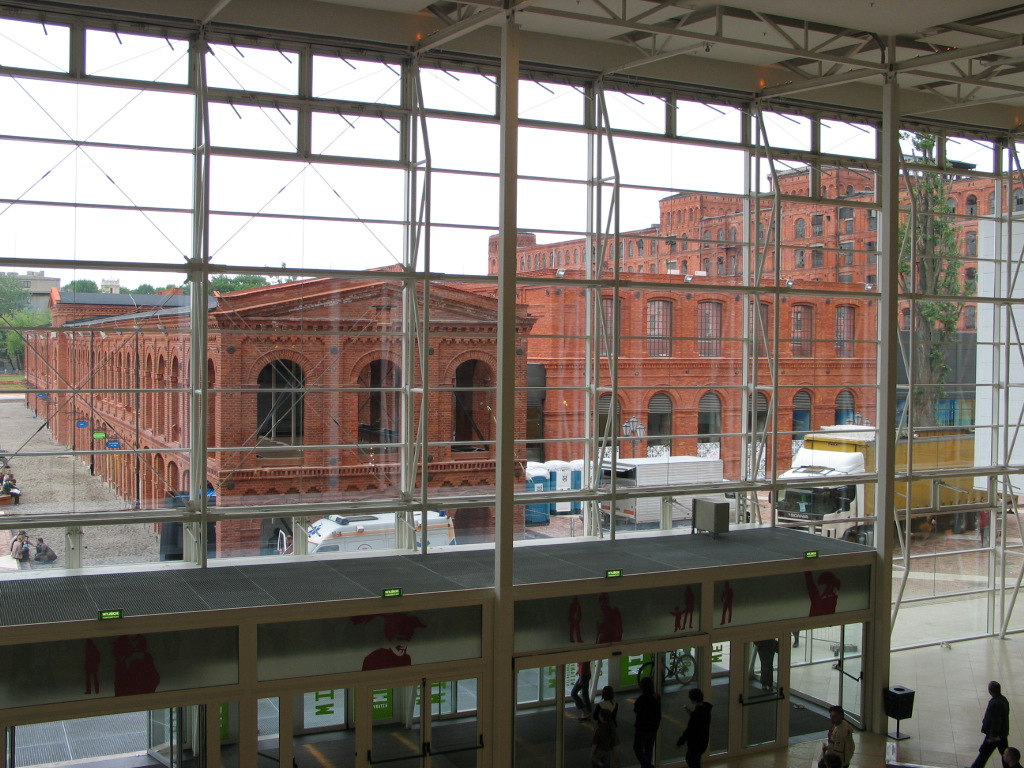
Pohled na areál Manufaktury
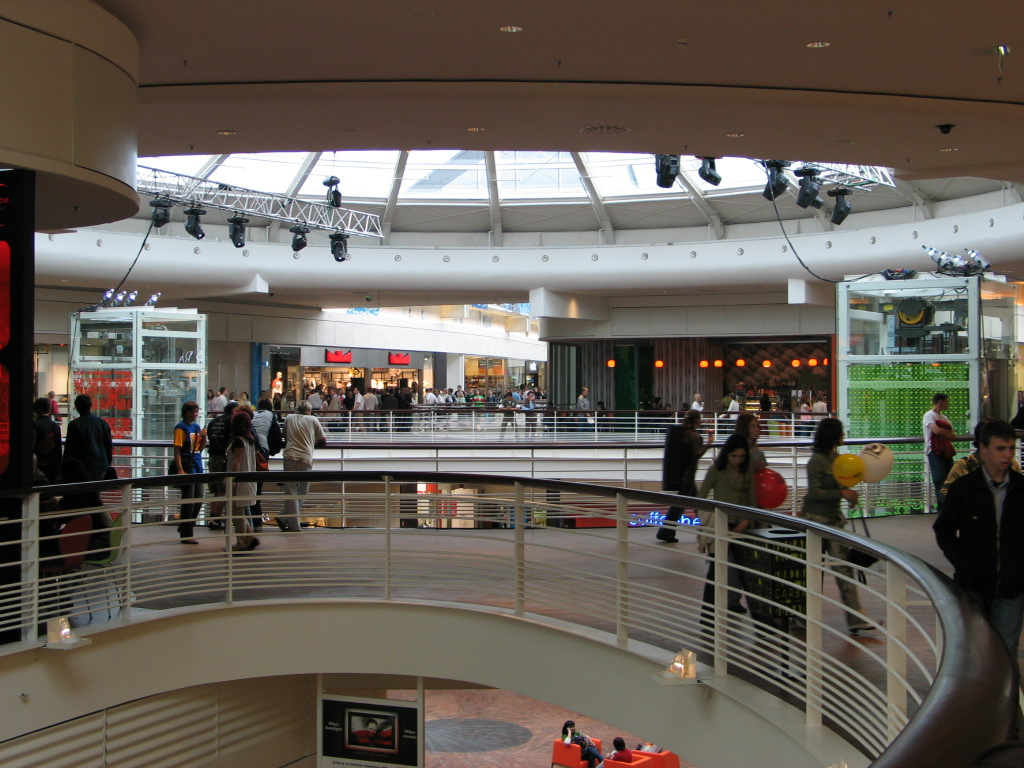
Prodejní prostory
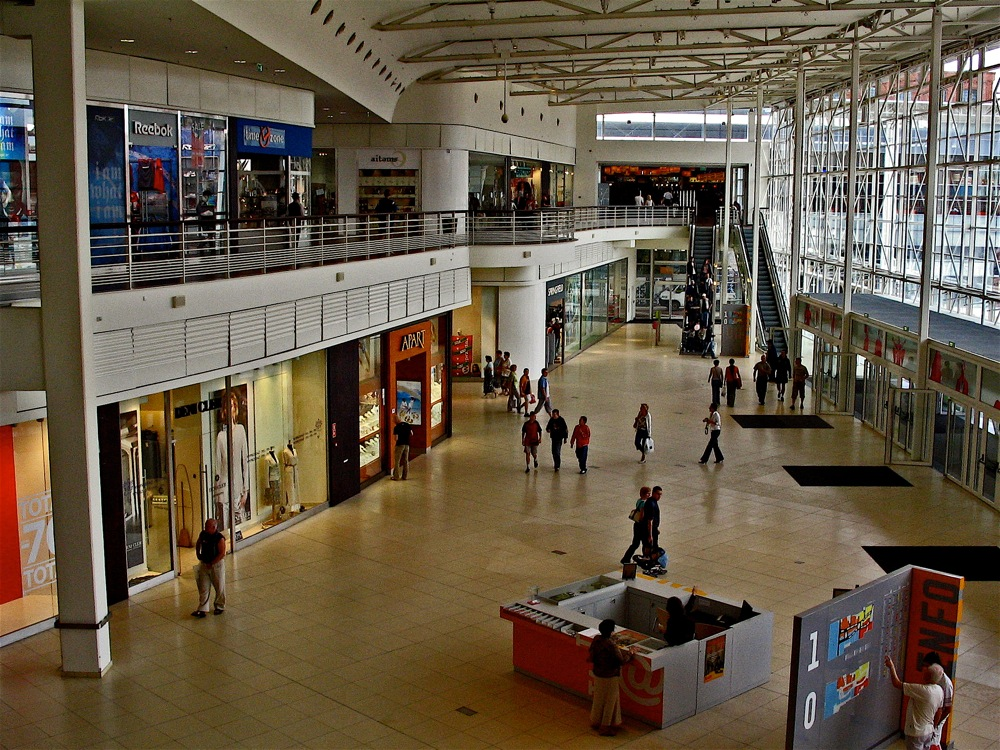
Prodejní prostory
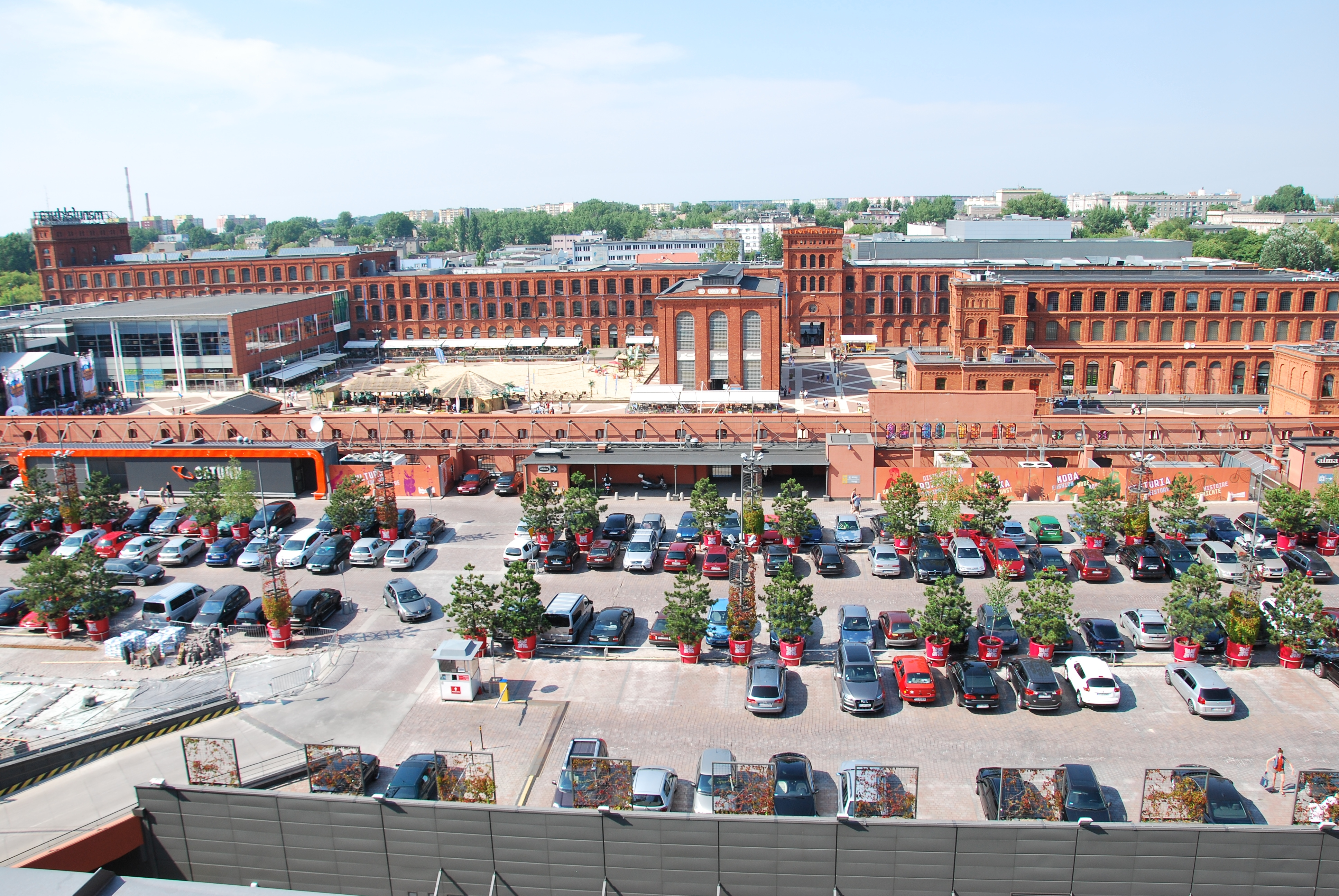
Hotel Manufaktura v Lodži
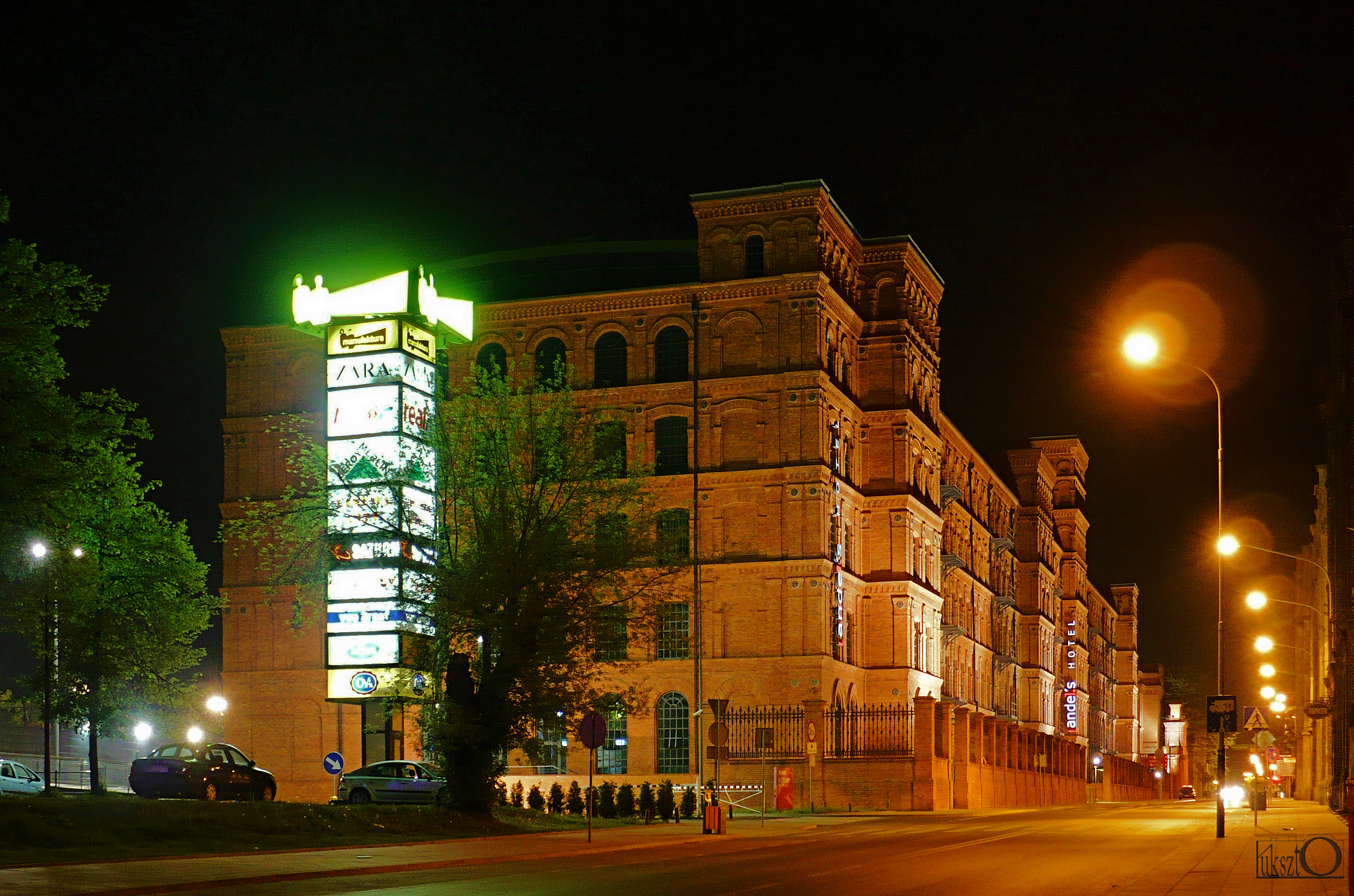
Hotel Manufaktura v Lodži

## Vyznamenání
Stavba obdržela řadu vyznamenání, např.:
- Únor 2007 – ocenění v soutěži CEE Real Estate Quality Awards 2006 o nejlepší maloobchodní a rekreační zařízení ve střední a východní Evropě  .
- Březen 2007 – trojnásobné vítězství v soutěži ICSC Solal Marketing Awards pořádané Mezinárodní radou nákupních center. V kategorii „Grand Opening“ porota ocenila kampaň s názvem „Manufaktura řídí Lodž od roku 1852“, dále Týden módy, tj. Módní festival, který se konal pod heslem „Paříž, Milano, Manufaktura“ a byl oceněn v kategorii „Podpora prodeje “. Akce „Ráj na Zemi“ se stala finalistou v kategorii „Komunitní vztahy“.
- Červen 2007 – vítězství v soutěži Urban Land Institute (mezinárodní organizace sdružující specialisty v oblasti městského rozvoje, staveb a rozvojových investic). V kategorii nejlepších evropských projektů porota ocenila inovaci projektu (spojení kultury se zábavou a obchodem v revitalizovaném prostoru), stejně jako respekt k přírodnímu prostředí a spolupráci s místní komunitou. V listopadu téhož roku byla Manufaktura oceněna Urban Land Institute – Global Awards 2007, adaptace na životní prostředí, kvalita rozvoje vesmíru a tvorba veřejného prostoru.
- Červen 2010 – cena Solal Gold Award 2010 v kategorii Marketing. Uznání Mezinárodní rady nákupních center (ICSC), která uděluje tato prestižní ocenění Manufaktura kampaní „Dvojnásobná příležitost k oslavě“.
- 2010 – získání Zlatého certifikátu polské turistické organizace za nejlepší turistický produkt roku. Certifikát Gold POT se uděluje turistickým produktům, které dříve obdržely certifikát POT a dokázaly výrazně rozšířit své podnikání. Turistické hodnoty Manufaktury poprvé ocenila polská turistická organizace v roce 2006, kdy jí byl udělen titul polského turistického produktu roku.